# Тернопільське воєводство
Тернопільське воєво́дство (іноді Тарнопільське воєводство; пол. Województwo tarnopolskie) — адміністративна одиниця, яка виникла після польсько-української (1918—1919) та польсько-радянської (1920) воєн на захоплених Польською Республікою землях української держави — ЗУНР. Існувала у 1920—1939 роках із центром у м. Тернополі й охоплювала територію сучасної Тернопільської області (крім північної частини) і північний схід Львівської області.

## Розташування

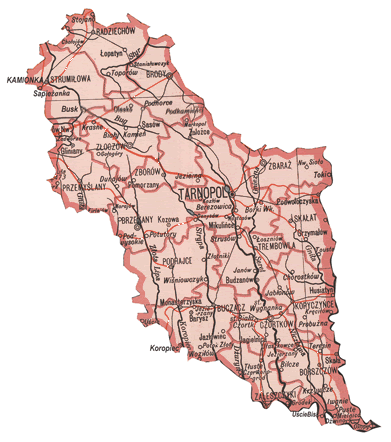
Мапа Тернопільського воєводства (підписи польською)

Територія Тернопільського воєводства становила 16 533 км². Розташоване на південному сході Польщі і межувало на сході з Радянським Союзом по річці Збруч, на півночі з Волинським воєводством, на заході із Львівським воєводством, на південному заході зі Станиславівським воєводством, на півдні з Румунією.
Територія колишнього Тернопільського воєводства значною мірою збігається здебільшого з територією сучасної Тернопільської області. Лише Кременецький, Шумський, Лановецький та північна частина Збаразького районів входили до складу Волинського воєводства. Крім того, йому підпорядковувалася сучасна північно-східна частина Львівської області (сучасні Золочівський, Перемишлянський, Бродівський, Кам'янко-Бузький і Радехівський райони).

### Рельєф
Рельєф — здебільшого горбистий. Більша частина території Тернопільського воєводства була зайнята Подільською височиною. На північному заході були такі хребти як Гологори, Вороняки. На півдні межа Тернопільського воєводтства проходила по річці Дністер, що утворювала мальовничий Дністровський каньйон.

## Історія

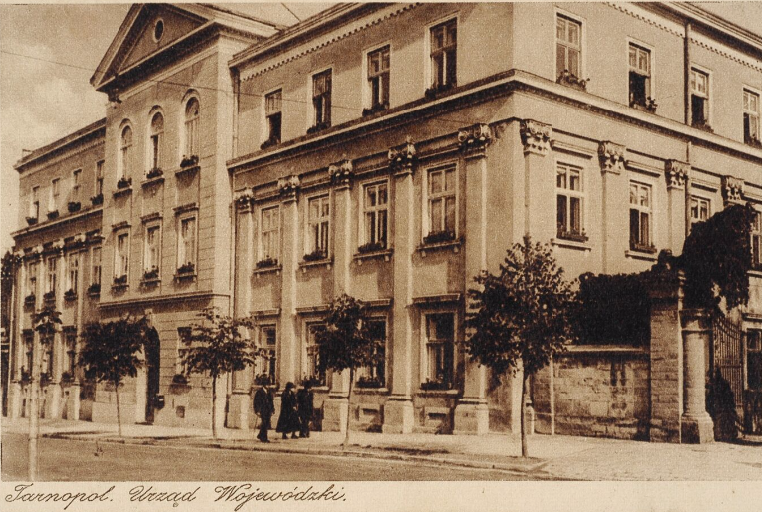
Резиденція тернопільського воєводи (нині прокуратура Тернопільської області)

17 грудня 1920 року польський сейм ухвалив закон «Про надання землі солдатам Війська Польського», виконуючи свою обіцянку під час війни з більшовиками, коли Варшава опинилася під загрозою захоплення. Уряд заходився реалізовувати свою обіцянку на українських землях, де розпочалося так зване осадництво — створення польських поселень із селян і колишніх військових. Польська колонізація відразу викликала обурення в місцевого населення: селяни, які сподівалися внаслідок аграрної реформи збільшити свої господарства, вороже поставилися до новоприбулих. Населення мало на руках чимало зброї і готове було нею скористатися[джерело?].
Тернопільщина була окупована Польщею, а тому в Тернополі був штаб 12-ї піхотної дивізії, підрозділи 54-го прикордонного стрілецького полку і телеграфна рота 12-ї стрілецької дивізії, 1-й ескадрон 12-го полку польової артилерії, відділ військової контррозвідки, а також ряд військових органів, як Комендатура, Окружне Командування, Окружний Військовий Суд і римо-католицька військова парафія та гарнізонний костел. Авіацією у воєводстві займалася Ліга протиповітряної та протигазової боротьби (ЛПП). Окружне управління було в Тернополі на вул. Міцкевича 39, тут також був відкритий у 1935 році агітаційний центр ЛОПП. У 1938 р. округ налічував 53 000 членів і мав три аеропорти: у Бродах (місто належало до Тернопільського воєводства), Бережанах і Тернополі .

## Міста
Найбільшими містами Тернопільського воєводства були:
- Тернопіль
- Золочів
- Броди
- Бережани
- Бучач
- Збараж
- Копичинці

## Населення
У 1921 році за даними перепису населення у Тернопільському воєводстві налічувалося 1 428 520 мешканців, густота населення становила 88 осіб на км². За переписом 1931 року населення воєводства налічувало 1 600 316 мешканців.

## Мова
Мовний склад населення Тернопільського воєводства відомий лише за даними перепису 1931 року, що був проведений польською владою часів санаційного режиму. Відповідно до цих даних, мовний розподіл виглядав так:
- польська — 789 114 (49,3 %)
- українська — 728 135 (45,5 %)
  - українська — 401 963
  - руська (галицька) — 326 172
- єврейська — 78 932 (4,9 %)
  - їдиш — 71 890
  - іврит — 7 042
- німецька — 2 675 (0,2 %)
- російська — 193 (0,01 %)

Рідна мова населення повітів Тернопільського воєводства за переписом 1931 року
| повіт                    | населення | українська | польська | єврейська | німецька |
| ------------------------ | --------- | ---------- | -------- | --------- | -------- |
| Бережанський             | 103 824   | 49,9       | 46,4     | 3,6       |          |
| Борщівський              | 103 277   | 50,9       | 44,7     | 4,2       |          |
| Бродівський              | 91 248    | 55,3       | 36,0     | 8,4       | 0,2      |
| Бучацький                | 139 062   | 50,6       | 43,5     | 5,8       |          |
| Заліщицький              | 72 021    | 57,1       | 38,3     | 4,5       |          |
| Збаразький               | 65 579    | 45,2       | 49,9     | 4,8       |          |
| Зборівський              | 81 413    | 48,1       | 48,7     | 3,1       |          |
| Золочівський             | 118 609   | 46,7       | 47,7     | 5,1       | 0,3      |
| Кам'янко-Струмилівський  | 82 111    | 42,8       | 50,8     | 5,8       | 0,5      |
| Копичинецький            | 88 614    | 51,0       | 43,1     | 5,8       |          |
| Перемишлянський          | 89 908    | 36,5       | 58,1     | 4,9       | 0,4      |
| Підгаєцький              | 95 663    | 47,1       | 48,8     | 3,6       | 0,4      |
| Радехівський             | 69 313    | 57,7       | 36,7     | 4,7       | 0,8      |
| Скалатський              | 89 215    | 28,4       | 67,4     | 4,1       | 0,1      |
| Теребовлянський          | 84 231    | 36,6       | 59,6     | 3,8       |          |
| Тернопільський           | 142 220   | 29,8       | 66,0     | 4,1       |          |
| Чортківський             | 84 008    | 48,6       | 43,4     | 7,7       | 0,1      |
| Тернопільське воєводство | 1 600 316 | 45,5       | 49,3     | 4,9       | 0,2      |

## Релігія
Релігійний склад населення за переписом 1931 року
- греко-католики — 871 971 (54,5 %)
- римо-католики — 586 603 (36,7 %)
- юдеї — 134 117 (8,4 %)
- протестанти — 3 749 (0,2 %)
- православні — 1 882 (0,1 %)

Релігійний склад населення повітів Тернопільського воєводства за переписом 1931 року
| повіт                    | населення | греко-католики | римо-католики | юдеї | православні |
| ------------------------ | --------- | -------------- | ------------- | ---- | ----------- |
| Бережанський             | 103 824   | 52,2           | 40,4          | 6,9  | 0,4         |
| Борщівський              | 103 277   | 63,2           | 27,5          | 9,1  | 0,1         |
| Бродівський              | 91 248    | 63,4           | 24,7          | 11,4 | 0,2         |
| Бучацький                | 139 062   | 55,4           | 36,9          | 7,6  |             |
| Заліщицький              | 72 021    | 66,7           | 24,9          | 8,3  | 0,1         |
| Збаразький               | 65 579    | 55,3           | 37,9          | 6,1  | 0,4         |
| Зборівський              | 81 413    | 60,8           | 32,2          | 6,2  | 0,5         |
| Золочівський             | 118 609   | 59,5           | 31,1          | 8,6  | 0,1         |
| Кам'янко-Струмилівський  | 82 111    | 54,9           | 36,3          | 8,2  |             |
| Копичинецький            | 88 614    | 56,4           | 35,2          | 8,2  | 0,1         |
| Перемишлянський          | 89 908    | 48,9           | 42,8          | 7,6  |             |
| Підгаєцький              | 95 663    | 55,0           | 39,7          | 5,0  |             |
| Радехівський             | 69 313    | 61,9           | 25,9          | 10,0 |             |
| Скалатський              | 89 215    | 39,0           | 51,1          | 9,5  | 0,1         |
| Теребовлянський          | 84 231    | 48,0           | 46,3          | 5,8  |             |
| Тернопільський           | 142 220   | 42,8           | 44,5          | 12,4 | 0,1         |
| Чортківський             | 84 008    | 50,9           | 39,4          | 9,3  | 0,1         |
| Тернопільське воєводство | 1 600 316 | 54,5           | 36,7          | 8,4  | 0,1         |

## Освіта
За переписом 1931 р. серед населення Тернопільського воєводства старше 10 років вміли читати та писати 68,1 % осіб, тільки читати — 1,0 % населення, а 29,8 % не вміли читати і писати.
Серед юдеїв вміли читати і писати 85,4 % населення старше 5 років, серед римо-католиків — 69,9 %, серед греко-католиків — 62,1 %.
Вміння читати і писати серед населення старше 10 років за даними перепису 1931 р., %
| повіт                    | населення | вміють читати і писати | вміють тільки читати | не вміють читати і писати | невідомо |
| ------------------------ | --------- | ---------------------- | -------------------- | ------------------------- | -------- |
| Бережанський             | 78 259    | 66,2                   | 0,8                  | 31,6                      | 1,5      |
| Борщівський              | 80 437    | 55,6                   | 1,1                  | 41,8                      | 1,5      |
| Бродівський              | 69 961    | 67,4                   | 0,7                  | 31,3                      | 0,6      |
| Бучацький                | 104 331   | 61,4                   | 1,2                  | 35,6                      | 1,9      |
| Заліщицький              | 54 842    | 58,5                   | 1,2                  | 39,3                      | 1,0      |
| Збаразький               | 52 370    | 68,9                   | 1,6                  | 28,4                      | 1,1      |
| Зборівський              | 61 281    | 65,5                   | 1,3                  | 32,6                      | 0,6      |
| Золочівський             | 91 866    | 74,5                   | 1,0                  | 22,9                      | 1,7      |
| Кам'янко-Струмилівський  | 62 482    | 78,8                   | 1,0                  | 19,6                      | 0,5      |
| Копичинецький            | 68 897    | 66,9                   | 1,1                  | 31,5                      | 0,5      |
| Перемишлянський          | 66 805    | 73,3                   | 0,8                  | 25,0                      | 0,8      |
| Підгаєцький              | 71 370    | 63,9                   | 1,2                  | 32,6                      | 2,4      |
| Радехівський             | 52 965    | 75,3                   | 0,9                  | 22,7                      | 1,1      |
| Скалатський              | 69 364    | 69,5                   | 1,2                  | 28,7                      | 0,6      |
| Теребовлянський          | 65 312    | 71,2                   | 1,1                  | 26,7                      | 1,0      |
| Тернопільський           | 111 422   | 74,5                   | 0,9                  | 24,4                      | 0,2      |
| Чортківський             | 64 860    | 67,2                   | 1,0                  | 30,6                      | 1,3      |
| Тернопільське воєводство | 1 226 824 | 68,1                   | 1,0                  | 29,8                      | 1,1      |

## Національний склад
На 01.01.1939 у воєводстві проживало 1 726 310 мешканців (1 050 630 українців-грекокатоликів — 61 %, 316 685 українців-латинників — 18 %, 176 350 поляків — 10 %, 38 810 польських колоністів — 2 %, 137 315 євреїв — 8 % і 6520 німців та інших національностей — менше 1 %).

## Адміністративний поділ
Тернопільське воєводство адміністративно поділялося на 17 повітів. У Тернопільському воєводстві було 35 міст і містечок та 1087 ґмін.
| Повіт | Площа, км² | Населення | Герб | Повітовий центр     | Населення міста |
| --- | ---------- | --------- | ---- | ------------------- | --------------- |
| Тернопільське воєводство |            |           |      |                     |                 |
| Борщівський | 1025       | 94.767    |      | Борщів              | 5.011           |
| Бродівський | 1054       | 78.803    |      | Броди               | 10.867          |
| Бережанський | 1117       | 89.655    |      | Бережани            | 10.083          |
| Бучацький | 1193       | 118.013   |      | Бучач               | 7.517           |
| Гусятинський (до 1925) 1 | 873        | 85.991    |      | Гусятин             | 2.104           |
| Чортківський | 694        | 69.020    |      | Чортків             | 5.191           |
| Кам'янецький | 908        | 74.930    |      | Кам'янка-Струмилова | 6.518           |
| Копичинецький (з 1925)1 | 873        | 86.918    |      | Копичинці           | 8.146           |
| Підгаєцький | 1042       | 81.998    |      | Підгайці            | 4.814           |
| Перемишлянський | 925        | 79.599    |      | Перемишляни         | 4.206           |
| Радехівський | 1040       | 64.561    |      | Радехів             | 4.384           |
| Скалатський | 917        | 84.399    |      | Скалат              | 5.937           |
| Тернопільський | 1266       | 129.721   |      | Тернопіль           | 40.230          |
| Теребовлянський | 697        | 72.304    |      | Теребовля           | 7.015           |
| Заліщицький | 718        | 65.409    |      | Заліщики            | 4.014           |
| Збаразький | 740        | 65.390    |      | Збараж              | 8.419           |
| Зборівський | 908        | 71.941    |      | Зборів              | 3.730           |
| Золочівський | 1183       | 107.079   |      | Золочів             | 11.130          |
| 1 1 липня 1925 адміністративний центр Гусятинського повіту перенесено з Гусятина до Копичинець, назву повіту замінено на Копичинецький повіт |            |           |      |                     |                 |

## Промисловість і залізниці
Тернопільське воєводство знаходилося у так званій зоні «B» у Польщі, що означало економічну недорозвинутість цього регіону.

### Залізниці
- Золочів — Зборів — Тернопіль — Підволочиськ
- Станиславів — Гусятин (через станції Нижнів — Монастириська — Бучач — Чортків)
- Бережани — Тернопіль
- Перемишляни — Підгайці.

## Тернопільські воєводи
- 23 квітня 1921 – 23 січня 1923 — Кароль Ольпінський (пол. Karol Olpiński)[6]
- 24 лютого 1923 – 16 лютого 1927 — Луц'ян Завістовський (пол. Lucjan Zawistowski)
- 16 лютого 1927 – 28 листопада 1928 — Миколай Квасьневський (пол. Mikołaj Kwaśniewski)
- 28 листопада 1928 – 10 жовтня 1933 — Казімеж Мошинський (пол. Kazimierz Moszyński)
- 21 жовтня 1933 – 15 січня 1935 — Артур Марушевський (пол. Artur Maruszewski)
- 19 січня 1935 – 15 липня 1936 — в.о. Казімеж Гінтовт-Дзевалтовський (пол. Kazimierz Gintowt-Dziewiałtowski)
- 15 липня 1936 – 16 квітня 1937 — Альфред Білик (пол. Alfred Biłyk)
- 16 квітня 1937 – 17 вересня 1939 — Томаш Маліцький (пол. Tomasz Malicki)

## Скасування Тернопільського воєводства
17 вересня 1939 року більшовицькі війська перетнули польсько-радянський кордон і вступили на територію Тернопольського воєводства і захопили усю територію Західної України. Тернопільщина опинилися під більшовицькою окупацією повністю вже 18 вересня.
Згодом Тернопільське воєводство було приєднано до УРСР. 27 листопада 1939 р. воєводство як адміністративна одиниця скасоване. 12 повітів (Бережанський, Борщівський, Бучацький, Заліщицький, Збаразький, Зборівський, Копичинецький, Підгаєцький, Скалатський, Теребовлянський, Тернопільський і Чортківський) включено до Тернопільської області і 5 (Перемишлянський, Каменський, Радзеховський, Бродський і Золочівський) — до Львівської.
У 1945—1946 р. з території колишнього Тернопільського воєводства репатрійовано 251,5 тис. поляків.